# Paróquia Nossa Senhora da Glória (Riacho de Santana)
A Paróquia Nossa Senhora da Glória é uma divisão da Igreja Católica sediada no município de Riacho de Santana (Bahia). A Paróquia foi criada em 12 de dezembro de 1861, faz parte da Diocese de Caetité e tem como igreja mãe a Igreja Matriz de Nossa Senhora da Glória. A paróquia esteve sob a jurisdição da Arquidiocese de São Salvador da Bahia até 1913, quando foi criada a Diocese de Caetité, vindo a pertencê-la. A Igreja Matriz é do período colonial brasileiro.
A Paróquia é marcada pela Festa da Padroeira em todo mês de maio, como também pelas manifestações do catolicismo popular, como a Semana Santa, Via-Sacra, Corpus Christi, dentre outras. A Paróquia é formada por diversas comunidades na cidade e na Zona Rural.

## História
Em 22 de abril de 1827, Manoel José Alves Cabral e sua mulher, Rosa Messias da Rocha, doaram um terreno para Nossa Senhora da Glória. A primeira capela erguida, pela iniciativa do frei Paulo, nesta cidade em homenagem a Nossa Senhora data do ano de 1840 e surgiu no mesmo local onde está situado hoje o presbitério da atual Matriz, segundo informações fidedignas fornecidas pelo acatado Cel. Francisco Pereira de Castro, natural desta cidade.
No mesmo local onde foi construída a capela, foi edificada em meados do século XIX a igreja que existe atualmente. Em 02 de outubro de 1851 é celebrado o contrato para a construção do altar-mor, trono, presbitério e teto da igreja. Esta igreja, embora construída no século XIX, segue a tipologia das matrizes e igrejas de irmandades baianas do século XVII, isto é, nave única com corredores laterais superpostos por tribunas. 
Antes de se tornar paróquia, Riacho de Santana era uma freguesia que pertencia à Paróquia Nossa Senhora Mãe de Deus e dos Homens da cidade de Palmas de Monte Alto. Nessa época a devoção mais popular era a Nossa Senhora do Rosário; a festa era celebrada no mês de outubro.
Em doze de dezembro de 1861, a resolução provincial nº 871, elevou a freguesia à categoria de Paróquia sob a invocação de Nossa Senhora do Rosário, por ser essa a devoção mais popular. No ano seguinte em quatro de outubro de 1862, ficou canonicamente instituída a Paróquia pelo arcebispo da Bahia e Primaz do Brasil D. Manoel Joaquim da Silveira. Em seis de outubro de 1962 foi nomeado o primeiro pároco, Pe. Antônio Boaventura Cerqueira Pinto, e o culto continuou a Nossa Senhora do Rosário, considerada o orago da Paróquia, embora existisse o culto também a Nossa Senhora da Glória.
Mais tarde, o padre e os fiéis fizeram uma petição ao Arcebispo, notificando que na realidade a devoção mais popular e o titulo original consignado na devoção do terreno contemplava Nossa Senhora da Glória, cuja festa vinha sendo celebrada em maio. Somente 46 anos mais tarde verifica-se a mudança de orago em Igreja Nossa Senhora da Glória, retificando-se o erro que vinha ocorrendo desde 1861. A oficialização da festa de Nossa Senhora da Glória se deu com a visita de Dom Joaquim Tomé da Silva, arcebispo da Bahia Primaz do Brasil, no dia 30 de julho de 1906. 
Entre 1975 até 1998, trabalhou como vigário da paróquia o Padre Aldo Lucchetta, com o grande trabalho que exerceu no município de Riacho de Santana, ficou imortalizado como o “Cidadão do Infinito”.